# Wilhelm Aimé Otto von Greyerz
Wilhelm Aimé Otto von Greyerz (* 1829 in Bayreuth; † 1882) war ein Schweizer evangelischer Theologe.

## Leben
Von Greyerz war ein Sohn von Gottlieb von Greyerz (1778–1855). Er studierte unter anderem in Göttingen und schuf 1854 eine Plesse-Zeichnung.
Von 1860 bis 1882 war er Pfarrer an der Berner Heiliggeistkirche. Er war ein Vorkämpfer der Inneren Mission und der sozialen Kirchenarbeit in Bern.
Sein Nachlass unter anderem mit Tagebüchern, Predigten, Aufsätzen, Vorträgen, Gedichten, Reimereien, Skizzen, Reiseberichten und „Zofingerblättern“ befindet sich in der Burgerbibliothek Bern.
Der Germanist Otto von Greyerz ist sein Sohn.